# Цице
Цице или Цица (рус. Цице, Цица; адиг. Цацэ) планинска је река на југу европског дела Руске Федерације. Протиче преко југозападних делова Краснодарске покрајине и југа и запада Републике Адигеје, односно преко територија припадајућих им Мајкопског и Апшеронског рејона. Десна је и највећа притока реке Пшехе (притоке Белаје) у коју се улива на њеном 84 km, и део басена реке Кубањ и Азовског мора.
Свој ток започиње на обронцима планине Оштен на северу Великог Кавказа, на територији Кавкаског резервата биосфере. 
Укупна дужина водотока је 43 km, а површина сливног подручја око 255 km². У горњем делу тока протиче кроз 15 км дугачки и живописни кањон.